# مينهو (نهر)
نهر مينو أو نهر مينهو هو أطول نهر في منطقة جليقية، ويشترك في الحدود مع البرتغال، ويبلغ طوله 340 كيلومتر (210 ميل). وهو النهر الرابع لشبه الجزيرة الأيبيرية، بعد أنهار دورو وإبرو وتاجة.
تُستخدم مياه نهر مينو لإنتاج الطاقة الكهرومائية. ويُمثل النهر جزءًا من الحدود الإسبانية البرتغالية. ويظهر اسمه في الخرائط الإنجليزية القديمة Minno مينو.
تقع منابع النهر في شمال لوغو في Galicia، في مكان يسمى Pedregal de Irimia. وبعد حوالي 73 كيلومتر (45 ميل)، يمر النهر إلى الجنوب مباشرة من أسوار هذه المدينة الرومانية القديمة، وينساب بمعدل 42 م3/ثانية، ويتدفق جنوبًا عبر الأخاديد حتى يتسع الوادي شمال أورينسي. ويوجد خزانات للنهر من بورتومارين إلى فريرا. ومن تلك الخزانات: بليسار Belesar بمساحة 654 هكتومتر مكعب (530,000 acre·ft)، وPeares بمساحة 182 هكتومتر مكعب (148,000 acre·ft)،و Velle بمساحة 17 هكتومتر مكعب (14,000 acre·ft)، وCastrelo بمساحة 60 هكتومتر مكعب (49,000 acre·ft) وFrieira بمساحة 44 هكتومتر مكعب (36,000 acre·ft).
وعبى بُعد قرابة 20 كيلومتر (12 ميل) شمال Ourense في Os Peares، يستقبل النهر مياه رافده الرئيسي، Sil، بمعدل 184 م3/ث. وبعد Ourense، يوجد سد رئيسي في Frieira بالقرب من بلدة Ribadavia، التي تشتهر بالنبيذ. ولاحقًا يتدفق النهر في اتجاه الجنوب الغربي حتى يصل إلى الحدود البرتغالية بالقرب من Melgaço.
بعد 260 كيلومتر (160 ميل) عبر غاليسيا Galicia، يرسم نهر مينو الحدود مع البرتغال لحوالي 80 كيلومتر (50 ميل)، بشكل رئيسي نحو الغرب. وادي النهر هو منطقة زراعية خصبة وخضراء تُستخدم فيها الأرض لإنتاج الذرة والبطاطس والملفوف وحتى فاكهة الكيوي أو الأعشاب، وفق الوقت من العام.
يمر النهر بمدينتي Melgaço وMonção التي تعود للقرون الوسطى، ويقسم النهر مدينتي Tui الإسبانية وValença do Minho البرتغالية. وتحتوي كلا المدينتين على العديد من التحصينات والآثار الوطنية. يصل النهر إلى المحيط الأطلسي بين Galician لا غوارديا وكامينيا البرتغالية، بمعدل 420 م3/ث.

## الجغرافيا

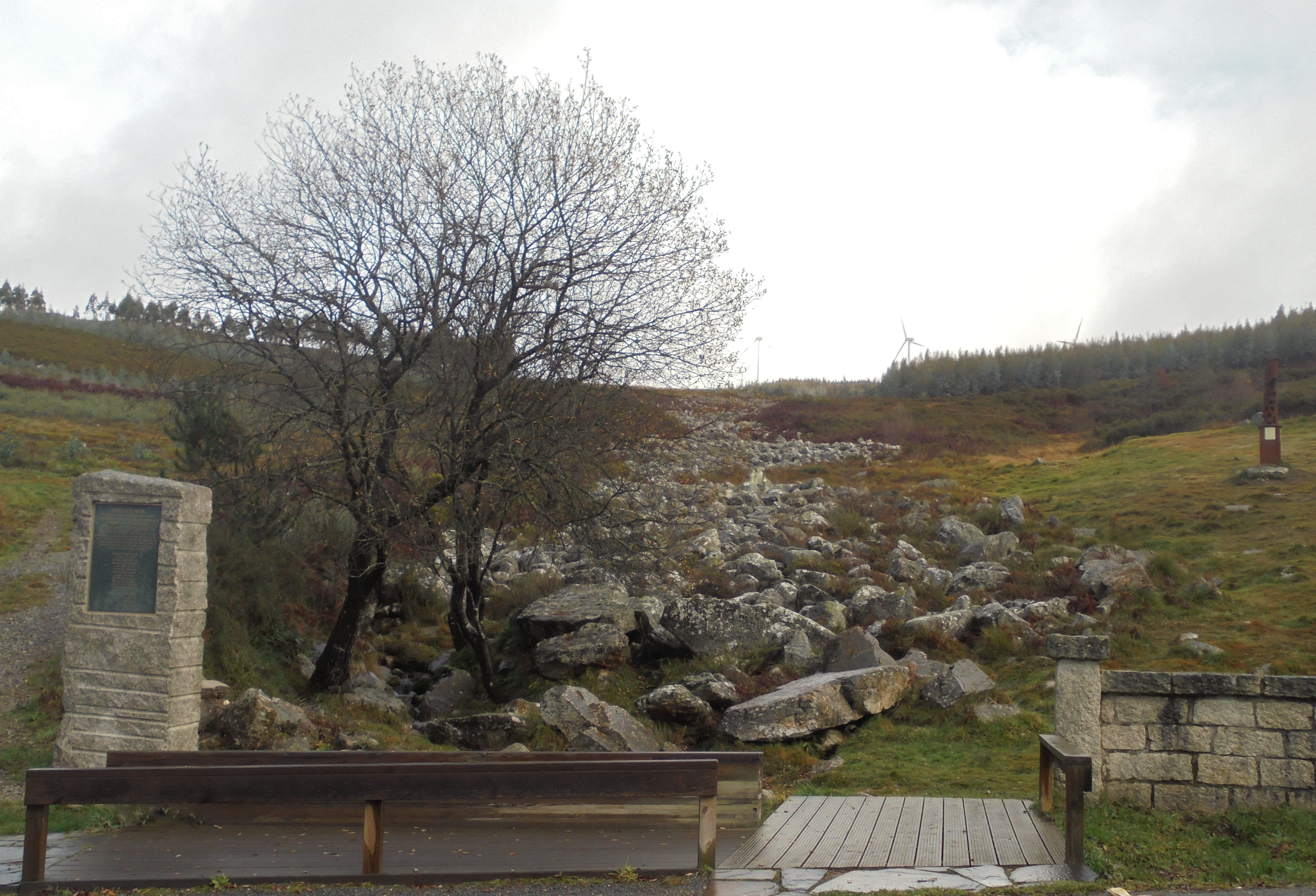
بيدريغال دي إيريما

يبدأ النهر في بيدريغال دي إيريما Pedregal de Irimia في Sierra de Meira، على ارتفاع حوالي 695 متر (2,280 قدم) فوق مستوى سطح البحر، في بلدية ميرا، شمال شرق مقاطعة لوغو، حيث يتدفق عبر بلدة ميرا وصولاً إلى بحيرة فونمينيا (في بلدية باستوريزا). يتدفق نهر مينو عبر سلسلة جبال الجاليكية وسلسلة جبال كانتابريان وجبال ليون، وهما من أكثر المناطق الممطرة في شبه الجزيرة الأيبيرية، ويُعد أحد الأنهار الرئيسية في منحدر المحيط الأطلسي.
أُعلن المسار العلوي للنهر كمحمية للمحيط الحيوي. يمتد نهر مينو في بدايته لمسافة 40 ميل (64 كـم) عبر هضبة لوغو (تيراتشا)، وهي منطقة صغيرة يتراوح ارتفاعها من 450 إلى 650 متر (1,480 إلى 2,130 قدم) فوق مستوى سطح البحر.
الروافد الرئيسية لهذا النهر هي أنهار Sil وNeira وAvia وBarbantiño وBúbal وArnoya.

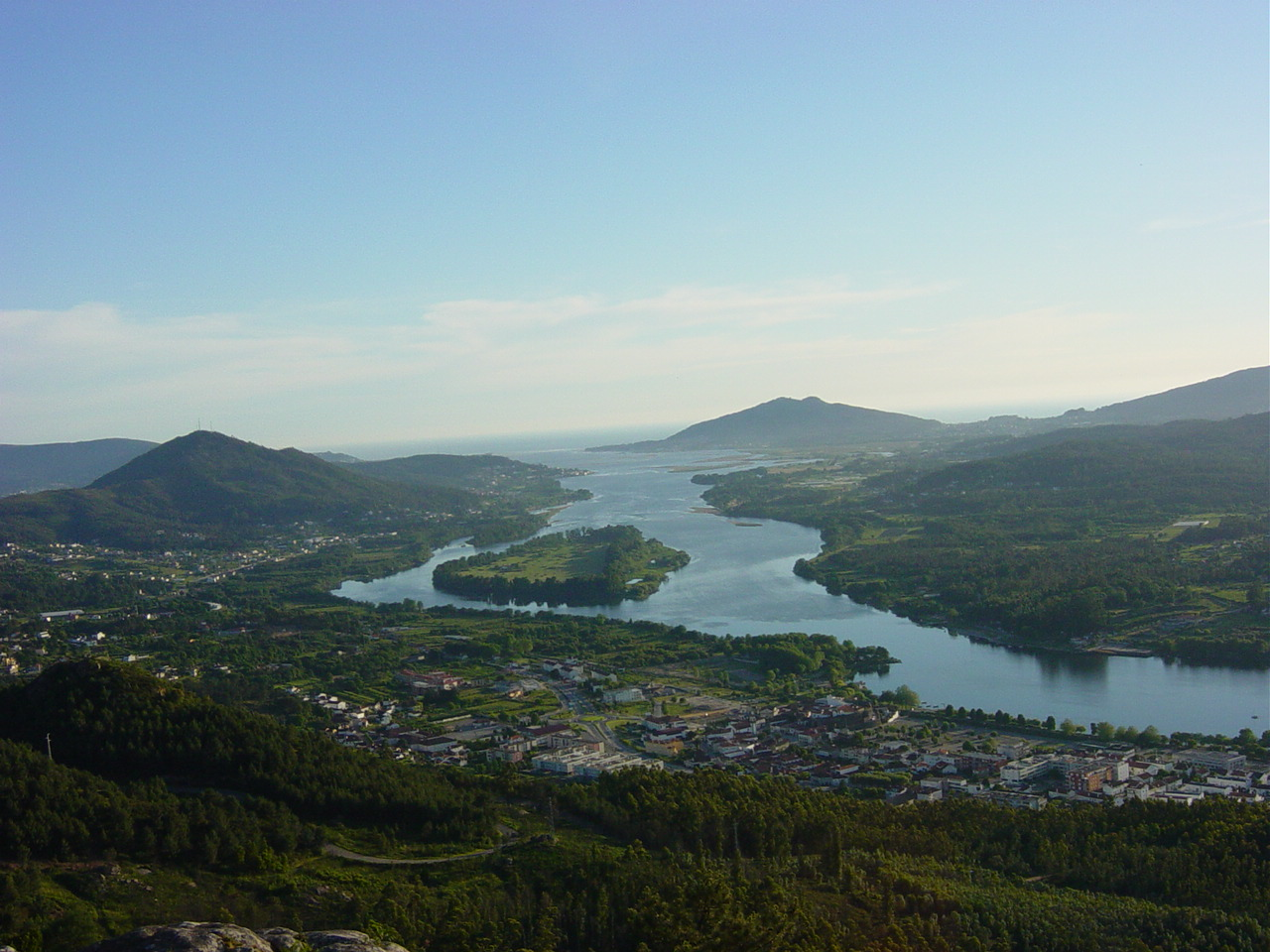
فم مينو

## أصل التسمية
وفقًا لـ E. Bascuas، فإن "Miño"، المُسجل باسم Minius وMineus، هو شكل ينتمي إلى الكتابة المائية الأوروبية القديمة، ومشتق من الجذر الهندوسي * mei- ' الذي يعني المشي، أو الذهاب'.

## الأساطير والتقاليد والخرافات
تُحكي القصص التقليدية الشفوية للشخصيات الأسطورية الجاليكية التي كانت تعيش في حوض ريو مينو، مثل فتياتشيراس (السحرة) الذين عاشوا في نفس النهر، وXarcos الذين سكنوا في الآبار الموجودة في جميع أنحاء مستجمعات المياه ورجال الأسماك fish-men الذين كانوا كائنات برمائية يمكنهم العيش على الأرض وفي الماء.

## الروافد

### من اليمين
- بونتيفيدرا
  - ريو تاموكس (ويسمى أيضًا كاربالاس أو كاربالو أو كارفالو)
  - ريو بيجو
  - ريو سيريكسو دا برينها
  - ريو فورنيا (وتسمى أيضًا فوركاديلا)
  - ريو لورو
  - ريو كاسيلاس
  - ريو تي
  - ريو أوما
  - ريو ديفا (يوجد نهر ديفا آخر على الضفة اليسرى)
  - ريو ريباديل
  - ريو سيا
- أورينس
  - ريو أفيا
  - ريو باربانتينيو
  - ريو بوبال
- لوغو
  - ريو اسما
  - ريو نارون
  - ريو فيريرا
  - ريو ميرا
  - ريو نارلا
  - ريو لادرا
  - ريو تاموجا
  - ريو أنلو

### من اليسار
- البرتغال
  - ريو مورو
  - ريو جادانها
  - ريو كورا
- أورينس
  - ريو ديفا
  - ريو أرنويا
  - ريو باربانيا
  - ريو لونيا
  - نهر سيل
- لوغو
  - ريو ساردينيرا
  - ريو لويو
  - ريو نيرا
  - ريو شاموسو
  - ريو روبرا (وتسمى أيضًا ريو سانتا مارتا)
  - ريو ليا
  - ريو عزمار

## روابط خارجية
- Rio Miño: un rio maltratado على موقع واي باك مشين (نسخة محفوظة October 15, 2004)
- El Rio Miño y ciudad de Tui
- حدود نهر مينو